# Азиев, Камиль Галиевич
Камиль Галиевич Азиев (16 июля 1930, д. Каргалытамак, Башкирская АССР — 9 января 1999) — доктор сельскохозяйственных наук (1988), профессор (1992), член-корреспондент ВАСХНИЛ (1990).

## Биография
В 1952 г. окончил Омский сельскохозяйственный институт. В 1952—1953 гг. работал старшим агрономом совхоза «Травополье» (Омская область).
В 1953—1956 гг. учился в аспирантуре по кафедре хранения и технологии сельскохозяйственных продуктов Омского сельскохозяйственного института. С 1956 г. до конца жизни работал в Сибирском НИИ сельского хозяйства: младшим, затем старшим научным сотрудником отдела механизации, с 1956 г. — управляющим 2-го отделения, с 1963 г. — старшим научным сотрудником отдела семеноведения, с 1965 г. — заведующим отделом семеноводства, с 1989 г. — заместителем генерального директора по селекционной работе. Одновременно являлся руководителем Селекцентра на правах заместителя директора по научной работе (1973—1999).
Похоронен на Северо-Восточном кладбище.

## Научная деятельность
Основные исследования — в области семеноводства, генетики и селекции сельскохозяйственных культур. Разработал метод активного вентилирования семян полевых культур в условиях производства и рекомендации по применению его в целях сохранения, сушки и воздушно-теплового обогрева семян. Руководил разработкой методов создания семян элиты, приёмов семеноводческой агротехники и технологии термического обеззараживания семян от пыльной головни. Участвовал в создании и работе цеха термической обработки семян в ОПХ «Омское», в организации выращивания исходного материала для производства семян элиты в целях сортообновления.
Автор более 100 научных трудов, в том числе 30 книг и брошюр; 23 авторских свидетельств на изобретения.

### Избранные труды
- Семеноводство полевых культур в Омской области / Соавт. С. И. Леонтьев. — Омск: Зап.-Сиб. кн. изд-во, 1970. — 120 с.
- Возделывание новых сортов сельскохозяйственных культур: Метод. рекомендации / Соавт.: В. И. Богачков и др. — Новосибирск, 1979. — 49 с.
- Влияние сроков посева на урожайность и посевные качества семян яровой пшеницы в степи и южной лесостепи Западной Сибири // Селекция и семеноводство зерн. культур в Сибири. — Новосибирск, 1981. — С. 83-90.
- Опыт ускоренного внедрения новых сортов // Земледелие. — 1992. — № 4. — С. 35-38.
- Семеноводство полевых культур в условиях Западной Сибири // С.-х. наука Сибири (1969—1999). — Новосибирск, 1999. — С. 331—338.

## Награды
- орден «Знак Почёта» (1980)
- медаль «За доблестный труд. В ознаменование 100-летия со дня рождения Владимира Ильича Ленина» (1970)
- серебряная медаль ВДНХ (1984)
- почётные знаки (1975, 1980).